# Petula Clark

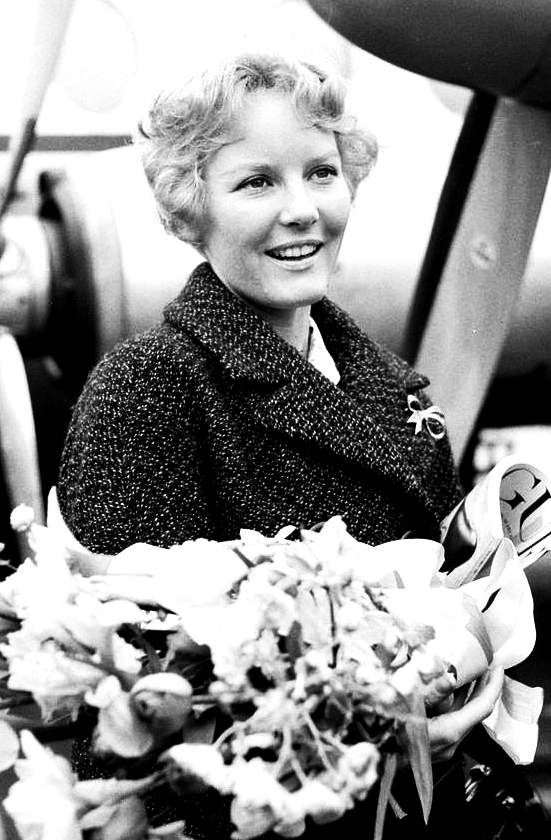
Petula Clark (1960)

Petula Sally Olwen Clark, ursprungligen Sally Olwen Clark men senare omdöpt till Petula av sin ambitiösa far och sin manager Leslie, född 15 november 1932 i Ewell i Surrey, är en brittisk sångare och skådespelare.

## Karriär
Under andra världskriget blev Petula Clark populär som barnsångare på BBC och konsertlokaler runt om i London. Som elvaåring gjorde hon filmdebut i Medal for the General (1944) och fick fortsatt stor framgång i BBC-radioserien Meet the Huggetts i slutet på 1940-talet. Hon hade sedan en rad "sockersöta" roller i brittiska filmer, innan hon begav sig till Frankrike, där hon fick enorm framgång som sångare i slutet på 1950-talet.
Populariteten spreds till de engelsktalande länderna och hon nådde framgång med låtar som "The Little Shoemaker" (1954), "With All My Heart" och "Alone" (1957). Sin första brittiska listetta fick hon med "Sailor" (1961; hennes version av "Seemann", som hade toppat europeiska hitlistor med tyskan Lolita och sedan gjordes på svenska av Thory Bernhards, då med titeln "Sjöman") och även låten "Romeo" blev en stor hit samma år. Hennes twistversion av Lee Dorseys "Ya Ya", kallad "Ya Ya Twist" blev en stor fransk hit och listnoterades även i Storbritannien och Sverige. Låten blev hennes första att ta sig in på den inflytelserika Tio i topp-listan där den nådde en andraplacering.
Hennes genombrott i USA kom först 1964 med låten "Downtown". "Downtown" var den första låten av en brittisk sångare att toppa Billboard Hot 100-listan i USA. Den blev tvåa hemma i England och även mycket populär i övriga Europa. Den efterföljande låten "I Know a Place" blev ytterligare en framgång och med "My Love" 1966 fick hon sin andra och sista Billboardetta. Melodin fick även norsk och svensk text och blev en hit för Gitte Hænning under titeln "Det är så lätt att leva livet". "This Is My Song" (1967) som skrevs av Charlie Chaplin till filmen Grevinnan från Hongkong blev hennes andra brittiska listetta och även en stor USA-hit.
Mot slutet av 1960-talet gick hennes låtar inte hem lika starkt hos den breda publiken längre, men hon hade fortsatt mindre framgång in på 1970-talet och 1980-talet. Ännu idag är hon en populär artist och ger konserter för fulla hus såväl på Broadway som i Londons West End. Hon är även fortsatt aktiv vad gäller studioarbete och har släppt flera nya album på 2010-talet.

## Diskografi (urval)
Album
- 1956 – Petula Clark Sings
- 1956 – A Date with Pet
- 1957 – You Are My Lucky Star
- 1958 – A Musicorama
- 1959 – Petula Clark in Hollywood
- 1959 – Prends Mon Coeur
- 1961 – Tête à Tête avec Petula Clark
- 1962 – Rendez-Vous avec Petula Clark
- 1962 – In Other Words
- 1962 – Petula
- 1963 – Petula Clark
- 1963 – Le Soleil dans les Yeux
- 1964 – Ceux Qui ont un Coeur
- 1964 – Hello Paris
- 1964 – Le James Dean
- 1965 – Downtown
- 1965 – I Know a Place
- 1965 – The International Hits
- 1965 – Petula '65
- 1966 – My Love
- 1966 – I Couldn't Live Without Your Love
- 1967 – Colour My World
- 1967 – These Are My Songs
- 1968 – The Other Man's Grass Is Always Greener
- 1968 – Petula
- 1968 – Finian's Rainbow (soundtrack)
- 1968 – Petula Clark's Greatest Hits, Vol. 1
- 1969 – Portrait of Petula
- 1969 – Goodbye, Mr. Chips (soundtrack)
- 1969 – Just Pet
- 1970 – Memphis
- 1971 – The Song of My Life
- 1971 – Today
- 1971 – Petula '71
- 1972 – Live at the Royal Albert Hall
- 1972 – La Chanson de Marie Madeleine
- 1972 – Comme une Priere
- 1973 – Petula
- 1973 – Now
- 1974 – Come On Home
- 1974 – Live in London
- 1975 – I'm the Woman You Need
- 1975 – Just Petula
- 1977 – 20 All-Time Greatest
- 1977 – Je Reviens
- 1978 – Destiny
- 1983 – An Hour in Concert with Petula Clark and the London Philharmonic Orchestra
- 1991 – Portrait of a Song Stylist
- 1992 – Treasures
- 1995 – Blue Lady: Nashville Sessions
- 1998 – Where the Heart Is
- 1998 – Here for You
- 2001 – Sign of the Times
- 2002 – The Ultimate Collection
- 2004 – Live at the Paris Olympia
- 2007 – In Her Own Write
- 2008 – Then & Now: The Very Best of Petula Clark
- 2012 – Petula
- 2013 – Lost in You
- 2016 – From Now On
- 2017 – I Couldn't Live Without Your Love - Hits, Classics & More
- 2017 – Living for Today
- 2018 – Vu d'ici

Singlar (topp 10 på UK Singles Chart)
- 1954 – "The Little Shoemaker" / "Helpless" (#7)
- 1955 – "Suddenly There's a Valley" / "With Your Love" (#7)
- 1957 – "With All My Heart" / "Gonna Find Me a Bluebird" (#4)
- 1958 – "Alone" / "Long Before I Knew You" (#8)
- 1961 – "Sailor" / "My Heart" (#1)
- 1961 – "Romeo" / "You're Getting to Be a Habit with Me" (#3)
- 1961 – "My Friend The Sea" / "With All My Love" (#7)
- 1964 – "Downtown" / "You'd Better Love Me" (#2)
- 1965 – "My Love" / "Where Am I Going" (#4)
- 1966 – "I Couldn't Live Without Your Love" / "Your Way of Life" (#6)
- 1967 – "This Is My Song" / "The Show Is Over" (#1)
- 1988 – "Downtown '88" / "Downtown" (originalversion) (#10)

## Filmografi (urval)
- 1944 – Medal for the General
- 1945 – Skuggan från Soho (Murder in Reverse)
- 1945 – Det hände i Skottland (I Know Where I'm Going!)
- 1946 – London Town
- 1949 – Skandalflickan Arlette (The Romantic Age)
- 1951 – En tusan till karl (The Card)
- 1953 – The Runaway Bus
- 1957 – Vittnet i fönstret (The Woman Opposite)
- 1968 – Finian's Rainbow
- 1969 – Goodbye, Mr Chips

## Priser och utmärkelser
- 1964 första brittiska artist att vinna en Grammy (för Downtown)
- 1998 Commander of the British Empire (CBE)